# Roger Kumble
Roger Kumble, född 28 maj 1966 i Harrison i delstaten New York, är en amerikansk filmregissör, manusförfattare och dramatiker. Han är bland annat känd för att ha regisserat filmerna En djävulsk romans, Snygg, sexig och singel och Just Friends. Han har också regisserat de två ungdomsfilmerna After We Collided och Beautiful Disaster från 2020, respektive 2023, samt den sistnämnda filmens uppföljare Beautiful Wedding, från 2024.

## Filmografi (i urval)
- 1995 – Full speed igen! (manus)
- 1999 – En djävulsk romans (manus och regi)
- 2000 – En djävulsk romans 2 (manus och regi)
- 2002 – Snygg, sexig och singel (regi)
- 2005 – Just Friends (regi)
- 2008 – College Road Trip (regi)
- 2010 – Varning för vilda djur (regi)
- 2019 – Falling Inn Love (regi)
- 2020 – After We Collided (regi)
- 2023 – Beautiful Disaster (manus och regi)
- 2024 – Beautiful Wedding (manus, regi och producent)